# 소세이강

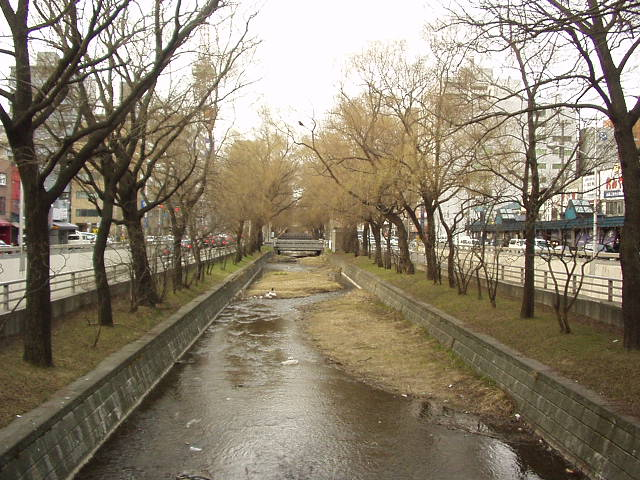
북쪽을 바라 본 소세이강

소세이강(일본어: 創成川)은 인공 강으로, 삿포로 시의 중앙을 관통한다. 1860년대 후반에 도시를 처음 만들 때 오토모 카메타로가 만들었다. 처음 만들었을 때, 이시카리강을 향하여 직선으로 흐르게 하였으나, 이후 강의 진로를 바꾸었다. 삿포로를 동쪽과 서쪽으로 나누는 역할을 한다.
에도 시대에 오토모 해자(大友堀)로 만들어졌고 메이지 시대에 소세이강으로 개명되었다. 길이는 14.2 km이고 유역면적은 19.0 km2이다.

## 유로
호로히라교 부근의 도요히라강에서 발원하여 북쪽으로 향한다. 삿포로의 중심을 흐르고, 삿포로시 북구의 이시카리강의 경계 부근에서 후시코강에 합류 한다.

## 역사

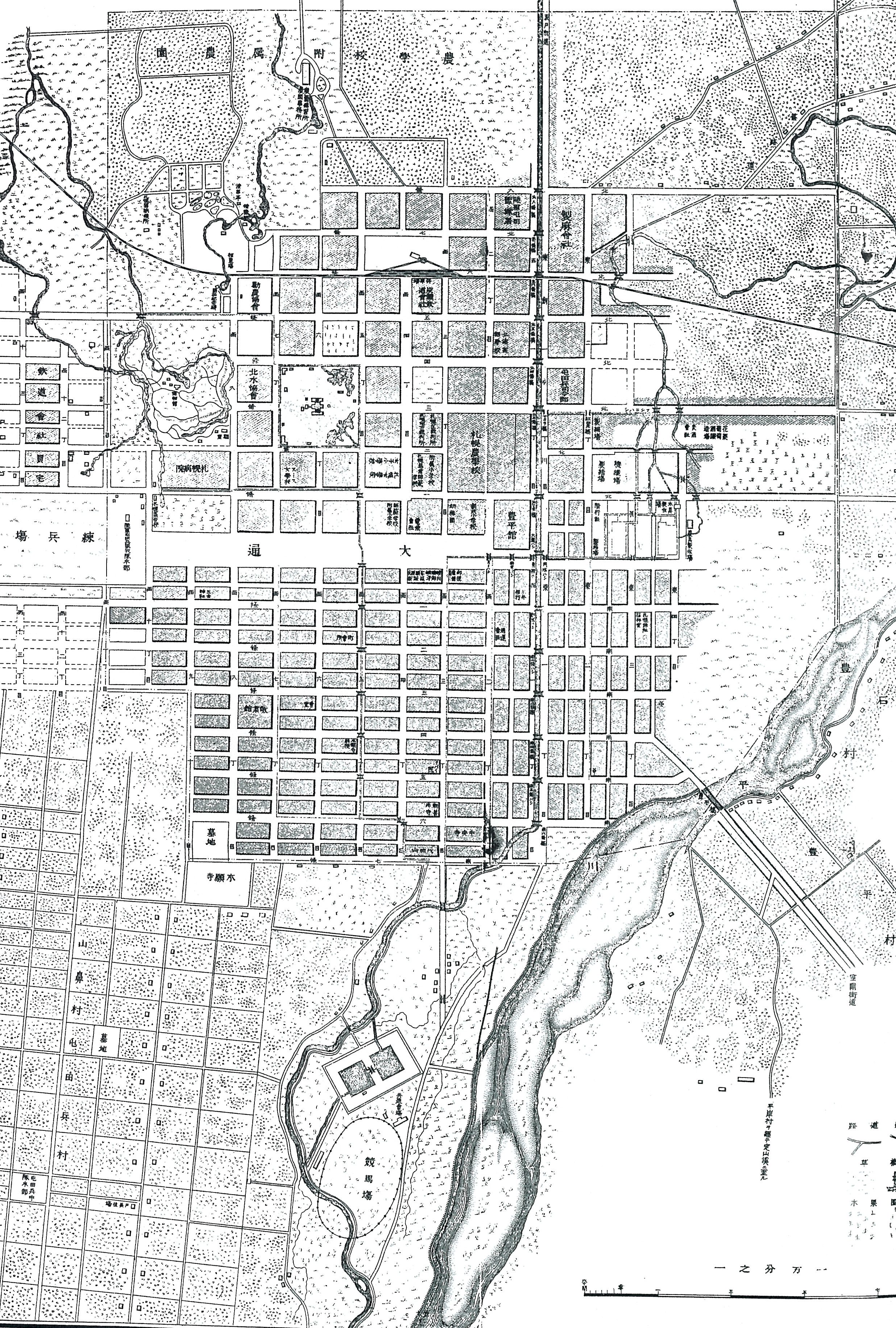
1891년의 삿포로 시가도

1866년(게이오 2년)에 막부 (하코다테 부교 이시카 관청)의 관리 오토모 카메타로가 삿포로 마을을 열 때 굴착한 용수로·오토모 해자가 전신이다.
1869년(메이지 2년)에 개척사의 삿포로 본부 건설이 시작되면서 이시카리강 방면에서 삿포로로 물자를 운반하였고, 오토모 해자의 하류 부분이 확장되었다.
1880년(메이지 13년)에 삿포로까지 철도가 통과하면서 수운은 폐지되었다.
1897년(메이지 30년), 도청을 통해 일직선으로 북상하는 현재의 하류부를 만들었다.
1972년(쇼와 47년), 1972년 동계 올림픽을 계기로 양안에 4 차선 도로가 정비되었다. 동시에 2군데의 다리 아랫길도 만들었다.
1990년 시민 단체에 의해서 소세이강의 편의성을 회복하자는 주장이 있었다. 다리 아랫길을 서로 연결하고, 녹화사업을 전개하고자 하였다.
2011년 교류와 휴식 공간으로 소세이강 공원을 열었다.
현재 소세이강 동쪽의 강변 주변에서는 재개발이 활발하게 이루어지고 있다.

## 기타
- 오래된 지도를 통해서 보면 소세이강 부근에 지금은 없어진 작은 강이나 다른 해자들이 있었음을 알 수 있다.